# Shambaugh (Iowa)
Shambaugh es una ciudad ubicada en el condado de Page en el estado estadounidense de Iowa. En el Censo de 2010 tenía una población de 191 habitantes y una densidad poblacional de 202,6 personas por km².

## Geografía
Shambaugh se encuentra ubicada en las coordenadas 40°39′27″N 95°2′7″O / 40.65750, -95.03528. Según la Oficina del Censo de los Estados Unidos, Shambaugh tiene una superficie total de 0.94 km², de la cual 0.94 km² corresponden a tierra firme y (0%) 0 km² es agua.

## Demografía
Según el censo de 2010, había 191 personas residiendo en Shambaugh. La densidad de población era de 202,6 hab./km². De los 191 habitantes, Shambaugh estaba compuesto por el 100% blancos, el 0% eran afroamericanos, el 0% eran amerindios, el 0% eran asiáticos, el 0% eran isleños del Pacífico, el 0% eran de otras razas y el 0% pertenecían a dos o más razas. Del total de la población el 1.57% eran hispanos o latinos de cualquier raza.